# 馬格達萊納島國家公園
馬格達萊納島國家公園（Parque nacional Isla Magdalena）是智利南部的保護區，面積1,576平方公里，1967年成為森林保護區，1983年升格為國家公園，園內最高點是海拔1,660米的門托拉特火山。